# Iwan Abadżiew
Iwan Nikołow Abadżiew (bułg. Иван Николов Абаджиев, ur. 12 lutego 1932 w mieście Nowi pazar, zm. 24 marca 2017 w Kolonii) – bułgarski zawodnik i trener podnoszenia ciężarów.

## Kariera
W 1957 roku został pierwszym Bułgarem, który zdobył medal na mistrzostwach świata w podnoszeniu ciężarów (srebrny w kategorii 67,5 kg). Od 1968 do 2000 roku przy jego udziale bułgarscy zawodnicy zdobyli 10 złotych medali olimpijskich. Został wybrany między innymi trenerem stulecia w Bułgarii. Nazywany był „papieżem podnoszenia ciężarów”.